# Prakliještari
Prakliještari (Merostomata), razred člankonožaca, njihova druga najraširenija skupina. 

## Građa
Za usporedbu tijelo recentnog kliještara se sastoji od a) Prosome (cefalotoraks), odnosno glava i oprsje i b) Opistosome (abdomen) ili zadak. Prosoma ima 6 pari člankovitih ekstremiteta, i to četiri para za hodanje, a druga dva para su a. pedipalpe modificirane u hvataljke za lov plijena i b. helicere, klješta.
Kod prakliještara ksifosura (Xiphosura) čije su jedine žive vrste Carcinoscorpius rotundicauda, Limulus polyphemus, Tachypleus gigas i Tachypleus tridentatus prosoma je velika i široka, opistostoma kratka s djelomično spojenim segmentima a telzon je jako izdužen u obliku bodlje. Ocele i oči; usta, helicere i 5 pari ekstremiteta za hodanje.
Najpoznatija je potkovičasta rakovica koja danas živi uz američku obalu, predator je (školjkaši i crvi), a voli da se ukopava u podlogu.
Izumrle vrste su euripteridi, naizgled slični škorpionima koji su mogli narasti do dva metra dužine, i najveći su člakonošci koji su ikada hodali zemljom. Poznati su rodovi spomenuti najveći člankonožac Pterygotus s dugim helicerama i telzonom u obliku okruglaste pločice, i Eurypterus sa sitnim helicerama i šiljastim telzonom.